# قانون الأهالي

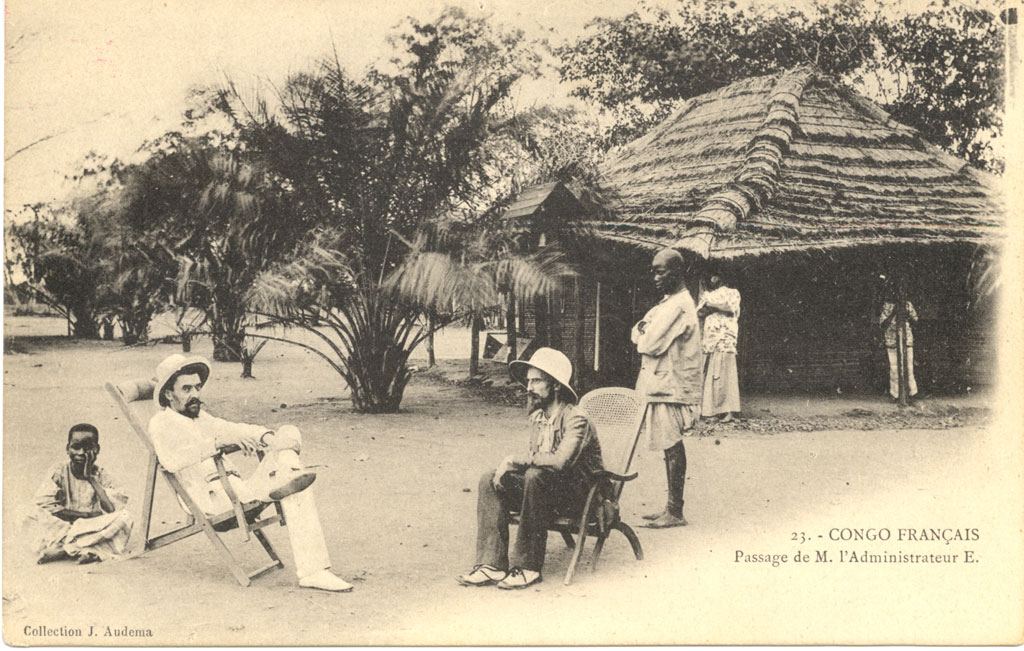

قانون الأهالي هو ترتيب للسكان الأصليين مطبق في المستعمرات الفرنسية في أواسط القرن 19 حتى 1944 - 1947 تم وضعه في الجزائر ثم تم تعميمه في كامل مستعمرات الإمبراطورية الفرنسية ابتداءً من 1889.

## ميلاد قانون الأهالي
شكلت الجزائر ابتداء من 1834 أول مستعمرة فرنسية في العصر الحديث، وثيقة الاستسلام التي وقعها داي الجزائر تقول أن فرنسا تلتزم بعدم التعرض لحريات السكان وديانتهم. مصطلح أهالي استعمل منذ 1830 ليعرف كل إنسان يهودي كان أو مسلما حيث لا يعتبرون من الفرنسيين قبل المرسوم الملكي ل 24 فبراير 1834، ليس لديهم إذا الجنسية الكاملة والشاملة. نابليون الثالث عدل الوضعية ليسمح ابتداء من 1865 لليهود وبعض مسلمي الجزائر الذين يقدمون الطلب بالحصول على الجنسية الفرنسية.
كل الجزائر بين 1870 و 1871 ثم الغرباء عن فرنسا والمقيمين في الأراضي الفرنسية أو مستعمراتها 1889 ليصبحوا مواطنين فرنسيين بكامل معنى الكلمة بالعكس المعارضة كانت شديدة لما تعلق الأمر بمنح الجنسية لمسلمي المستعمرة الجزائرية وبذلك عدل قانون منح الجنسية ليستثني المسلمين.

## قانون الأهالي
يسمى أيضا بلائحة كريميو أو الانديجينا. بمقتضى هذا القانون اكتسبت السلطة الإدارية اختصاصات وصلاحيات السلطة القضائية، وسقطت بذلك الضمانات المألوفة لحرية الأفراد بحجة المحافظة على السلطة وإقرار النظام. وهذه الاختصاصات يمكن إجمالها في:
- سلطة الحاكم العام في توقيع العقوبات دون محاكمة من أجل المحافظة على الأمن العام.
- الأخذ بمبدأ المسؤولية الجماعية، فالفرد وحده لا يعنيهم إذا أرتكب جريمة أو حريق، بل كل سكان المكان مسؤولون.
- سلطة المتصرفين الإداريين ورؤساء البلديات، بحبس الأشخاص ومصادرة أملاكهم دون حكم قضائي.

وهكذا اكتسب المتصرفون الإداريون وعمال العمالات وكذا لجان التأديب بموجب قانون الأهالي صفة الشرعية المطلقة في التطبيق والتنفيذ. وقانون الأهالي عبارة عن نصوص وضعت بقصد فرض النظام والانضباط في صف المسلمين بحيث يتعين عليهم إظهار الطاعة العمياء للأوربيين. حدد القانون عند صدوره 41 مخالفة يعاقب عليها الجزائريون، وخفضت إلى 21 مخالفة عام 1891 واستقرت عند 27 مخالفة في قانون 21 ديسمبر 1898. ورغم أن الإدارة الفرنسية حددت مدة سريان مفعول هذا القانون بسبع سنوات، ولكنها ستمدده لنفس المدة عند نهاية كل أجل وذلك حتى سنة 1930و قد أجبرت سكان الجزائر بالتقيد بهذا القانون الجائر، وقانون آخر وهو التجنيد الإجباري السجن أو التغريم أو مصادرة الممتلكات للمخالفات التالية :
- فتح مدرسة أو مسجد أو زاوية بلا رخصة.
- رفض العمل في مزارع المعمرين.
- التأخر في دفع الضرائب.
- التلفظ بعبارات معادية لفرنسا.
- التجمع لأكثر من خمسة أشخاص.
- عصيان القياد.
- ترك محل الإقامة بدون رخصة

## وصلات خارجية
قانون الأهالي